# Marco Avirama
Marco Aníbal Avirama (1945) é um político e líder indígena colombiano. Nascido no departamento do Cauca, é membro do povo coconuco.

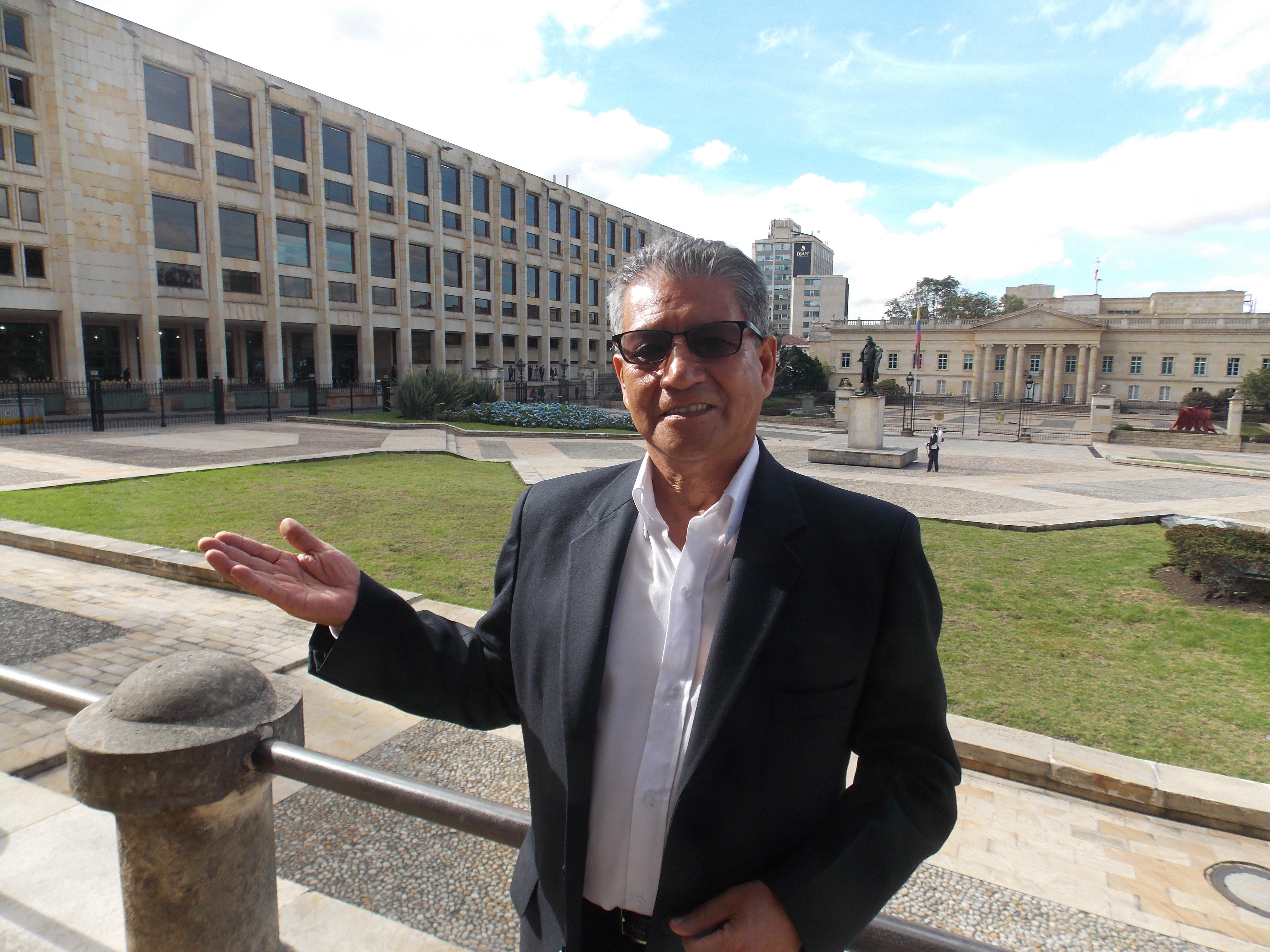
Senador Marco Aníbal Avirama em frente à praça do palácio de Nariño, ao fundo o edifício novo do Congresso da República da Colômbia, em Bogotá.

## Biografia
Na década de 1970 vinculou-se ao movimento indígena e foi presidente do Conselho Regional Indígena do Cauca (CRIC); posteriormente foi diretor da Organização Nacional Indígena de Colômbia (ONIC) e representante dos indígenas em diferentes juntas diretoras de entidades estatais. Entre 2001 e 2003 foi deputado departamental do Cauca pela Aliança Social Indígena, partido que presidiu entre 2003 e 2009, promovendo o trabalho conjunto com outros movimentos independentes como o de Antanas Mockus e Sergio Fajardo.
Em 2010 foi eleito Senador da República da Colômbia pela circunscrição indígena.